# Þórnesingar
Þórnesingar (Thornesingar) fue un clan familiar de Thorness (Þórnes), que tuvo cierto protagonismo como goðorð desde los primeros tiempos de la colonización de Islandia. El asentamiento de Thorness fue fundado por el colono noruego Þórólfur Mostrarskegg, patriarca del clan, que lo consagró a su dios Thor de quien era muy devoto y también le construyó un templo. Los goði descendientes de Þórólfur también profesaron el paganismo de forma muy activa y buscaron monopolizar la consagración de Thorness, liderados por su hijo Þorsteinn Þórólfsson de Helgafell, algo que los Kjalleklingar, un clan que rápidamente asumió poder e influencia y reivindicaban Kjalarnes frente a Thorness, no estaban dispuestos a consentir.
Durante mucho tiempo, la rivalidad entre ambos clanes se hizo muy patente y desembocó en derramamiento de sangre durante el thing de Þórnes, provocando una fuerte enemistad entre las partes. El complicado proceso de compensaciones se llevó a cabo por Þórðr Óleifsson, hijo de Olaf Feilan, uno de los grandes caudillos de la región, que aun teniendo vínculos familiares con los Kjalleklingar, tenía una relación próxima con Þorsteinn por su matrimonio.
Þórsnesþing era uno de los dos centros espirituales y políticos, junto con Kjalarness, que gobernaban y legislaban la Islandia medieval antes de la instauración del Althing. El nieto de Þórólfur, Þorgrímur Þorsteinsson, fue sacerdote del culto a Freyr y padre del más famoso caudillo del clan, según las sagas nórdicas, Snorri Goði; el mismo Snorri iniciaría el patriarcado de otro influyente clan, los Snorrungar.